# L'Émission impossible
L'Émission impossible est une émission de télévision française diffusée à partir du 15 mai 1992 au 29 janvier 1993 sur TF1 et présentée par Arthur.

## Description
L'émission est diffusée en direct depuis le Studio Gabriel le vendredi en fin de soirée sur TF1 à partir du 15 mai 1992 jusqu'au 29 janvier 1993, et présentée par Arthur, dont c'était le début à la télévision, jusqu'alors animateur sur Fun Radio,. 
C'est une émission de type late show, un peu régressive, avec différentes rubriques (présentées entre autres par Alexandre Devoise, alias Mister Pub, qui débutait lui-aussi à l'antenne et Manu Lévy, alias  maître Lévy  ), certaines devenues cultes comme L'orgasmotron, 17 secondes de bonheur, mais aussi des sketchs, des happenings, et avec des invités musicaux diffusés en direct.
Parmi les invités, certains humoristes faisaient leurs premières apparitions à la télévision, comme Élie et Dieudonné, Élie Kakou ou encore Laurent Violet.
L'émission est diffusée pendant six mois (de mai à juillet 1992, puis de septembre 1992 à janvier 1993) mais, considérée comme un échec au niveau des audiences et des critiques, elle est arrêtée en février 1993. L'animateur partira plus tard sur France 2 pour présenter Les Enfants de la télé,.